# Hyvinge kyrka
Hyvinge kyrka (finska: Hyvinkään kirkko) är en kyrkobyggnad i finska Hyvinge. Den är församlingskyrka i Hyvinge församling inom Evangelisk-lutherska kyrkan i Finland.
Kyrkobyggnaden, ritad av arkitekten Aarno Ruusuvuori, är uppförd i modernistisk stil. Den invigdes den 19 januari 1961 och renoverades 1987. Klocktornet och klockorna är från 1960. Bland inventarierna finns en 35-stämmig orgel tillverkad 1977 av Hans Heinrich orgelbyggeri.